# Wilfried Peeters
Wilfried Peeters (Mol, 10 luglio 1964) è un dirigente sportivo ed ex ciclista su strada belga. Professionista dal 1986 al 2001, vinse la Gand-Wevelgem 1994. Dal 2003 è direttore sportivo della Quick-Step Alpha Vinyl, già Omega Pharma, Etixx e Deceuninck.

## Carriera
Fiammingo, passò professionista ventiduenne, nell'agosto 1986, con il team Sigma diretto dall'ex ciclista Willy Teirlinck. Trasferitosi alla GB-MG Maglificio di Giancarlo Ferretti e Patrick Lefevere al termine della stagione 1992 – corsa per la tedesca Telekom – nel 1994 si aggiudicò la 56ª edizione della Gand-Wevelgem, una delle principali classiche delle Fiandre, battendo allo sprint l'italiano Franco Ballerini. L'anno dopo passò alla Mapei-GB.
Nel 1996 venne selezionato per partecipare alla corsa su strada dei Giochi olimpici di Atlanta: chiuse quindicesimo. Nel 1998 si classificò terzo alla Parigi-Roubaix, completando la tripletta Mapei alle spalle di Ballerini e di Andrea Tafi, mentre l'anno seguente, ancora nella "Regina delle classiche", concluse secondo, battuto da Tafi, davanti al compagno Tom Steels e con a referto, per la cronaca, la seconda tripletta Mapei consecutiva (la terza in quattro anni).
Per il 2001 seguì Lefevere e il capitano Johan Museeuw (con i quali, tra GB e Mapei, aveva già corso per otto stagioni) nella loro nuova formazione, la Domo-Farm Frites: degno di nota, quell'anno, il quinto posto alla Parigi-Roubaix, nel giorno in cui sul podio della corsa salirono tre suoi compagni di squadra, nell'ordine Servais Knaven, Museeuw e Romāns Vainšteins. Fu quella l'ultima stagione da professionista per Peeters: dal 2002 cominciò una nuova collaborazione con Lefevere, questa volta nelle vesti di direttore sportivo, prima alla Domo, poi, dal 2003, nella Quick-Step, rinominata negli anni anche Omega Pharma, Etixx e Deceuninck.

## Palmarès
- 1990

Grote Prijs Jef Scherens
- 1991

Ronde des Pyrénées Méditerranéennes
- 1992

Schaal Sels
- 1994

Gand-Wevelgem
4ª tappa Niederösterreich Rundfahrt
- 1995

Flèche Hesbignonne-Cras Avernas
- 1996

Omloop der Vlaamse Ardennen - Ichtegem
- 1997

1ª tappa Quatre Jours de Dunkerque (Dunkerque > Boulogne-sur-Mer)
- 1998

Nationale Sluitingsprijs
- 1999

2ª tappa Guldensporentweedaagse (Ichtegem > Ichtegem)
Classifica generale Guldensporentweedaagse

### Altri successi
- 1993

4ª tappa Tour de France (Dinard > Avranches, cronosquadre)
- 1994

3ª tappa Tour de France (Calais > Eurotunnel, cronosquadre)

## Piazzamenti

### Grandi Giri
- Tour de France

1989: 105º
1990: 120º
1991: 95º
1993: 86º
1994: ritirato (16ª tappa)
1995: 88º
1996: 110º
1997: 89º
1998: 68º
- Vuelta a España

1988: 95º

### Classiche monumento
- Milano-Sanremo

1989: 96º
1991: 50º
1992: 71º
1993: 107º
1995: 86º
1996: 53º
1997: 127º
1999: 166º
2000: 72º
2001: 138º
- Giro delle Fiandre

1987: 72º
1989: 25º
1990: 60º
1991: 50º
1992: 98º
1993: 16º
1994: 65º
1995: 15º
1996: 68º
1997: 24º
1998: 10º
1999: 14º
2000: 26º
2001: ritirato
- Parigi-Roubaix

1989: 41º
1990: 39º
1991: 6º
1992: 24º
1993: 22º
1994: 29º
1995: 23º
1996: 11º
1998: 3º
1999: 2º
2000: 11º
2001: 5º

### Competizioni mondiali
- Coppa del mondo

1993: 47º
1995: 37º
1996: 67º
1998: 21º
1999: 20º
2000: 75º
2001: 39º
- Campionati del mondo

Colorado Springs 1986 - In linea Dilettanti: 9º
Stoccarda 1991 - In linea Professionisti: ritirato
Oslo 1993 - In linea Professionisti: ritirato
Agrigento 1994 - In linea Elite: ritirato
Lugano 1996 - In linea Elite: ritirato
San Sebastián 1997 - In linea Elite: 27º
Valkenburg 1998 - In linea Elite: 61º
Verona 1999 - In linea Elite: ritirato
Plouay 2000 - In linea Elite: 94º
- Giochi olimpici

Atlanta 1996 - In linea: 15º